# Церковь Святой Богородицы (Дарашамб)
Церковь Святой Богородицы (арм. Սուրբ Աստվածածին եկեղեցի, Сурб Аствацацин екехеци)  — армянская церковь в долине реки Аракс, вблизи города Дарашамб в Иране. Основана в XVII веке.